# 日立柏足球场
日立柏足球场（日語：日立柏サッカー場）是一个位于日本千叶县柏市的足球场。
足球场在1985年启用，1995年重修后最多可以容纳 15,900 名观众（其中 12,000 为坐席），实际一般仅开放约 13,000 个位置。现在球场作为日本职业足球联赛球队柏太阳神的主场。